# Municipio de Huejúcar
El municipio de Huejúcar es uno de los 125 municipios que conforman el estado de Jalisco, su cabecera es la localidad de Huejúcar.

## Toponimia
La palabra Huejúcar significa en la lengua náhuatl, "entre los sauces".

## Historia
En 1825 ya tenía ayuntamiento y obtuvo la categoría de municipio por decreto del 9 de noviembre de 1861.

## Descripción geográfica

### Ubicación
El municipio de Huejúcar se localiza en la región Norte del estado de Jalisco. Su municipio colindante es Santa María de los Ángeles.  Tiene una extensión territorial de 497.71 kilómetros cuadrados. El municipio colinda al norte, al este, al oeste y al sur con el estado de Zacatecas; y al sur y al oeste con el municipio de Santa María de los Ángeles.

## Medio físico
El 42.2% del municipio tiene terrenos planos, es decir, con pendientes menores a 5°. El tipo de roca predominante es toba (45.3%), rocas ígneas de origen explosivo, formadas por material volcánico suelto o consolidado. El suelo predominante es litosol (38.3%), suelo de piedra, son los más abundantes en el país. Se encuentran en todos los climas y con muy diversos tipos de vegetación. El uso de estos suelos depende principalmente de la vegetación que los cubre. El bosque con (30.3%) y el pastizal (24.3%) son los usos de suelo dominantes en el municipio.
Sus principales alturas de noroeste son: Mesa de los Bueyes, Mesa Alta, Los Robles, Mesillas Verdes, Cerro Colorado, Cerro Colorado, Cerro Alto, Mesa del Inglés y el Cerro de la Cuchilla.

### Hodrografía
Los tipos de recursos hídricos del municipio están constituidos por aguas subterráneas, ríos y lagos. El territorio está ubicado dentro de 5 acuíferos de los cuales el 1.4% no tienen disponibilidad y el 98.6% se encuentra con disponibilidad de agua subterránea
El territorio municipal está dentro de las cuencas Presa El Chique, Río Bolaños 1, Río Tepetongo de las cuales el 100.0% tienen disponibilidad y el 0.0% presentan déficit de disponibilidad de agua superficial.
Sus recursos hidrológicos son proporcionados por los ríos y arroyos que conforman la subcuenca hidrológica del Río Bolaños, perteneciente a la región hidrológica Lerma-Chapala-Santiago. Sus principales corrientes son: río Jerez y San José; los arroyos: El Ayo, Terrero, Hondo y San José de los Márquez, y las presas: Las Peñas, Achimeque la colonia emiliano zapata y colotlan.

### Clima, temepratura y precipitación
La mayor parte del municipio de Huejúcar (55.2%) tiene clima templado subhúmedo. La temperatura media anual es de 16.1 °C, mientras que sus máximas y mínimas promedio oscilan entre 29.5 °C y 4.3 °C respectivamente. La precipitación media anual es de 700 mm. El régimen de lluvias se registra en junio, julio y agosto. El promedio anual de días con heladas es de 10.3. Los vientos dominantes son en dirección del suroeste.

## Áreas naturales protegidas
Huejúcar alberga 1 área natural protegida con una superficie de 588.22 hectáreas (ha) lo que representa el 1.2% de todo el territorio municipal. Además, se cuenta con 0.3% de humedales. El ANP lleva por nombre Cuenca Alimentadora del Distrito Nacional de Riego 043, Nayarit.

## Sequía
A nivel municipal la sequía excepcional es la que tiene una mayor distribución con un 47.8%, seguido por la extrema, severa y moderada con 17, 1 y 0.2 por ciento respectivamente. Otro 32% de su territoriono no registro sequía.

## Flora y fauna

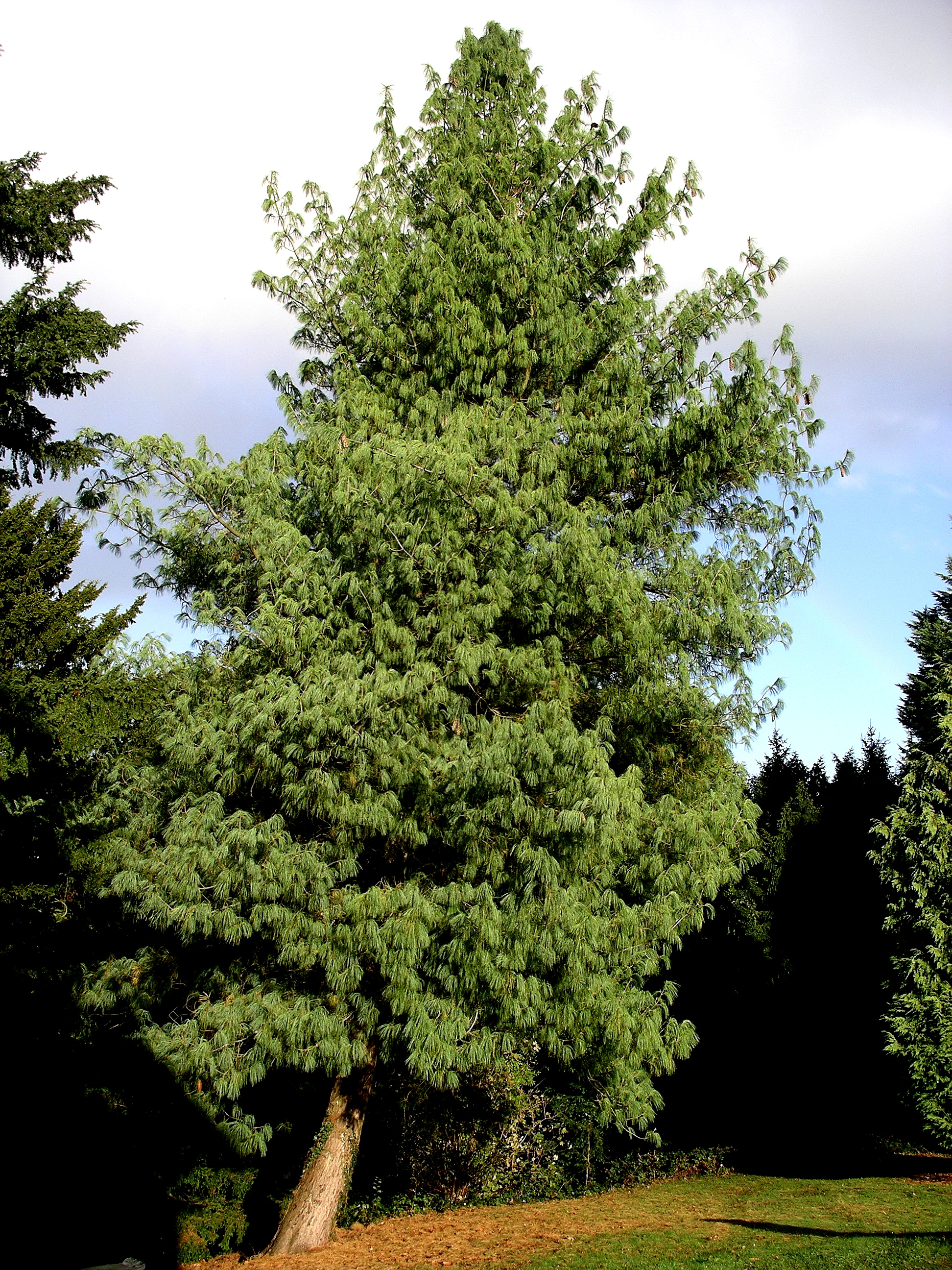
El pino forma parte de la flora del municipio.

Su vegetación es escasa en la mayor parte del territorio. Existen fundamentalmente plantas resistentes a la sequía como: huizache, mezquite, pitayo, nopal, maguey y algunas especies de álamo, pino y otros árboles en pequeña proporción.
La ardilla, el gato montés, el venado, la liebre, el conejo, la codorniz. la víbora de cascabel, alicantes y berrendos y otros reptiles habitan esta región. En los arroyos se encuentran especies piscícolas como bagre, trucha y tilapia.

## Infraestructura
El municipio cuenta con 16 servicios públicos, de los cuales destacan 33 escuelas, seguido de 16 templos y centros de asistencia con 8.

### Salud
De acuerdo con los registros de la secretaría de salud, en el municipio se encuentran 8 unidades de servicio de salud como lo son consultorios, hospitales generales y especializados, oficinas administrativas, farmacias, laboratorios, unidades de medicina familiar, de especialidades médicas y móviles. De las cuales 7 corresponden a la Secretaría de Salud (SSJ), 1 unidad de salud es del Instituto de Seguridad y Servicios Sociales para los Trabajadores del Estado (ISSSTE).

## Demografía
Según el censo de Población y Vivienda 2020, su población en ese año era de 5,920 personas; de las cuales el 49.1 por ciento eran hombres y 50.9 por ciento mujeres. Comparando este volumen poblacional con el del año 2015 5,633 habitantes), se observa que la población municipal aumentó un 5.09 por ciento en cinco años.

### Localidades
En 2020 Huejúcar contaba con 36 localidades, de éstas, 2 eran de dos viviendas y 7 de una. La localidad de Huejúcar era la más poblada, con 3,762 personas, que representaban el 63.5% de la población del municipio; le seguía Tlalcosahua con el 9.6%, Las Bocas con el 4.5%, San José de los Márquez con el 4.4% y Achimec con el 2.9% del total municipal.
| Código INEGI      | Localidad         | Población (2020) |
| ----------------- | ----------------- | ---------------- |
| 140410001         | Huejúcar          | 3 762            |
| Otras localidades | Otras localidades | 2 158            |
| Total municipal   | Total municipal   | 5 920            |

## Migración
El índice de intensidad migratoria se ubicó en 59.09 que da un grado de intensidad migratoria Alto

## Pobreza por carencia social
Respecto a las carencias sociales en 2020, destaca que el indicador de carencia por acceso a la seguridad social es el acceso a la seguridad social, con un 76.9 por ciento, que en términos absolutos representa 4,574 habitantes. En contraste, el que menos proporción de población presentó fue el de calidad y espacios de la vivienda, con el 3 por ciento. Otros indicadores como acceso a servicios de salud, rezago educativo, acceso a la alimentación y a servicios básicos de la vivienda se ubicaron en 39, 29, 9 y 3 por ciento respectivamente. 

## Economía y empleo
Conforme a la información del Directorio Estadístico Nacional de Unidades Económicas (DENUE) de INEGI, el municipio de Huejúcar cuenta con 407 unidades económicas al mes de mayo de 2024 y su distribución por sectores revela un predominio de establecimientos dedicados a Servicios, siendo estos el 39.56% del total en el municipio.

### Empleo
Para junio de 2024 el IMSS reportó un total de 104 trabajadores asegurados, lo que representó para el municipio de Huejúcar una disminución anual de 2 trabajadores en comparación con el mismo mes de 2023, debido a la baja del registro de empleo formal de algunos de sus grupos económicos principalmente el de Fabricación y reparación de muebles de madera y sus partes; excepto los de metal y plástico moldeado. En función de los registros del IMSS el grupo económico que más empleos presentó dentro del municipio de Huejúcar fue el de Fabricación y reparación de muebles de madera y sus partes; excepto los de metal y plástico moldeado, ya que en junio de 2024 registró un total de 18 trabajadores concentrando el 17.31% del total de asegurados en el municipio. El segundo grupo económico con más trabajadores asegurados fue el de Compraventa de alimentos, bebidas y productos del tabaco, que para junio de 2024 registró 16 trabajadores asegurados que representan el 15.38% del total de trabajadores asegurados a dicha fecha. El tercer grupo fue el de Servicios colaterales a las instituciones financieras y de seguros con un 15%.

## Índice de desarrollo municipal (IDM)
Huejúcar obtiene un desarrollo institucional Alto con un IDM-I de 67.7.

## Promedio mensual de carpetas de investigación abiertas
Durante el periodo junio de 2023-mayo de 2024, se abrieron un total de 32 carpetas de investigación con un promedio mesual de 3 carpetas abiertas en donde el delito con mayor investigación fue el robo de vehículo automotor.